# Amsterdamscheveld (Emmen)
Amsterdamscheveld is een buurtschap in de Nederlandse provincie Drenthe, gemeente Emmen, dat valt onder Erica. Op 1 januari 2019 had het 182 inwoners.
In 1850 kocht een groep Amsterdamse beleggers een stuk veengrond en noemden het naar hun woonplaats. Van dit veengebied, het Amsterdamsche Veld, is nu nog een restant over dat deel uitmaakt van het natuurreservaat Bargerveen. Ook de plaats Nieuw-Amsterdam dankt zijn naam aan deze groep beleggers. Het beheer was in handen van Lodewijk Dommers, directeur van de Drentsche Landontginning Maatschappij. Aanvankelijk werd er weinig met het gebied gedaan en diende het vooral als jachtterrein. In 1909 kwam het terrein in handen van de Griendtsveen Turfstrooisel Maatschappij. Op de plaats waar het bedrijf zich vestigde aan het Dommerskanaal ontstond een kleine nederzetting, die als naam Amsterdamscheveld kreeg.

## Overleden
- Lodewijk Dommers (1837-1908), ondernemer en politicus, burgemeester van Schoonebeek (1884-1904)